# Regobarrosia asara
Regobarrosia asara är en fjärilsart som beskrevs av Druce 1883. Regobarrosia asara ingår i släktet Regobarrosia och familjen björnspinnare. Inga underarter finns listade.